# Nazionalismo basco

L'ikurrina (o ikurriña), la bandiera basca

Il nazionalismo basco è un movimento politico che sostiene l'autonomia politica e la piena indipendenza dei Paesi Baschi (Euskadi) nel loro insieme, ovvero le comunità autonome dei Paesi Baschi e della Navarra in Spagna e parte del dipartimento dei Pirenei Atlantici in Francia. Il movimento gode di maggiore seguito in Spagna, mentre è minoritario in Francia.

## Storia
Nel corso del XIX secolo si ebbe in Spagna la scomparsa delle tradizionali relazioni tra le province basche e la corona spagnola, garantite dai fueros, privilegi concessi dai re di Castiglia, in base ai quali i Baschi non erano soggetti alla leva militare nell'esercito castigliano e godevano di un particolare regime di tassazione. 
Il movimento reazionario fuerista si batté nell'ambito del carlismo per il mantenimento del sistema dei fueros e delle tradizionali autonomie territoriali contro la centralizzazione promossa dal governo liberale di Madrid. Il governo spagnolo revocò parte del sistema dei fueros dopo la terza guerra carlista.
Il concetto del nazionalismo basco nacque dal movimento carlista, con l'influenza delle idee nazionaliste sviluppate nell'ambito del Romanticismo europeo. Sabino Arana, proveniente dal movimento carlista, fondò nel 1895 il Partito Nazionalista Basco, la cui ideologia era fondata sulla purezza della razza basca e la sua presunta superiorità morale sulle altre popolazioni spagnole, sull'integralismo antiliberale e cattolico. Il partito si oppose all'immigrazione di altri spagnoli nei Paesi Baschi spagnoli, conseguenza della rivoluzione industriale.
Agli inizi del XX secolo il nazionalismo basco si sviluppò in particolare da un gruppo di attivisti della borghesia a Bilbao, incorporando la base contadina del movimento carlista nelle province di Bizkaia e Gipuzkoa e riuscendo a sostituirlo nel suo ruolo di sostegno alla Chiesa cattolica contro l'anticlericalismo. Il movimento sopravvisse alla dittatura di Miguel Primo de Rivera sotto forma di associazione culturale e sportiva.
Nella guerra civile iniziata nel 1936 la parte maggioritaria del Partito Nazionalista Basco si schierò con la Seconda repubblica spagnola, a causa della promessa dell'autonomia e nonostante le differenze ideologiche, soprattutto in ambito di politica religiosa. Venne creato un autonomo governo basco repubblicano che ebbe come presidente (lehendakari) José Antonio Aguirre e un governo composto da ministri del Partito Nazionalista Basco e di altri partiti schierati dalla parte repubblicana, soprattutto partiti spagnoli di sinistra.
Tuttavia nel 1937 le truppe del governo autonomo basco si arresero presso Santoña alle truppe italiane alleate del generale Francisco Franco, a condizione che fosse risparmiata l'industria pesante e l'economia dei Paesi Baschi.
Con il regime franchista la lingua basca venne proibita negli atti della pubblica amministrazione e sugli organi di informazione, sebbene fosse tollerata in attività culturali legate al folklore o nelle cerimonie religiose. La proibizione fu meno drastica nelle aree basche della Navarra e della provincia di Álava, che si erano schierate con i franchisti. Il governo favorì inoltre una massiccia immigrazione di popolazione non basca proveniente da altre parti della Spagna, per favorire l'industrializzazione dell'economia, soprattutto negli anni sessanta.
Il movimento nazionalista basco fu costretto alla clandestinità o all'espatrio. Durante la seconda guerra mondiale fu stabilito un governo basco in esilio da parte del Partito Nazionalista Basco, con sede a New York, che tentò di schierarsi con gli Alleati e di ottenere riconoscimento e supporto dagli Stati Uniti, ma con la fine della guerra Francisco Franco si schierò con gli Stati Uniti nel contesto della Guerra fredda e spense le possibilità del Partito Nazionalista Basco di ottenere risultati concreti.
Nel 1958, alcuni giovani nazionalisti fondarono il gruppo separatista ETA, che presto adottò una politica rivoluzionaria marxista. Ispirati da movimenti come quelli di Castro a Cuba e di Ho Chi Minh in Vietnam, il gruppo mirava a stabilire un paese indipendente socialista attraverso la lotta armata. I primi assassinii politici sicuramente attribuibili all'ETA sono del 1968 e, sino al suo scioglimento, è stato l'unico gruppo politico in Spagna a supportare la violenza nell'ambito dell'azione politica. 
Con il ritorno della democrazia in Spagna nel 1978 i Paesi Baschi ottennero un'ampia autonomia, con un grado di autogoverno mai precedentemente raggiunto, basato sulle tradizioni dei fueros e sullo Statuto di Guernica del 1979. La polizia e le finanze pubbliche iniziarono ad essere gestite a livello regionale senza alcun intervento da parte del governo spagnolo.
Nel 1984 lo scrittore spagnolo Federico Krutwig, autore di Garaldea, pubblicò il manifesto dell'identità nazionale basca dal titolo Computer schock Vasconia ano 2001.

Negli anni successivi, la comunità autonoma dei Paesi Baschi è stata governata dai nazionalisti cristiano-democratici del Partito Nazionalista Basco dalla sua istituzione sino alle elezioni del 2009, a seguito delle quali fu sostituito dal Partito Socialista Operaio Spagnolo, per poi tornarvi al governo nel 2012, dopo le elezioni. Nessuno dei partiti nazionalisti baschi ha ottenuto invece il governo nella comunità autonoma della Navarra, sebbene governino alcune municipalità. In Francia il dipartimento dei Pirenei Atlantici non gode di autonomia e i partiti nazionalisti baschi mantengono una presenza in alcune municipalità per mezzo delle elezioni locali.

## Organizzazioni nazionalistiche basche

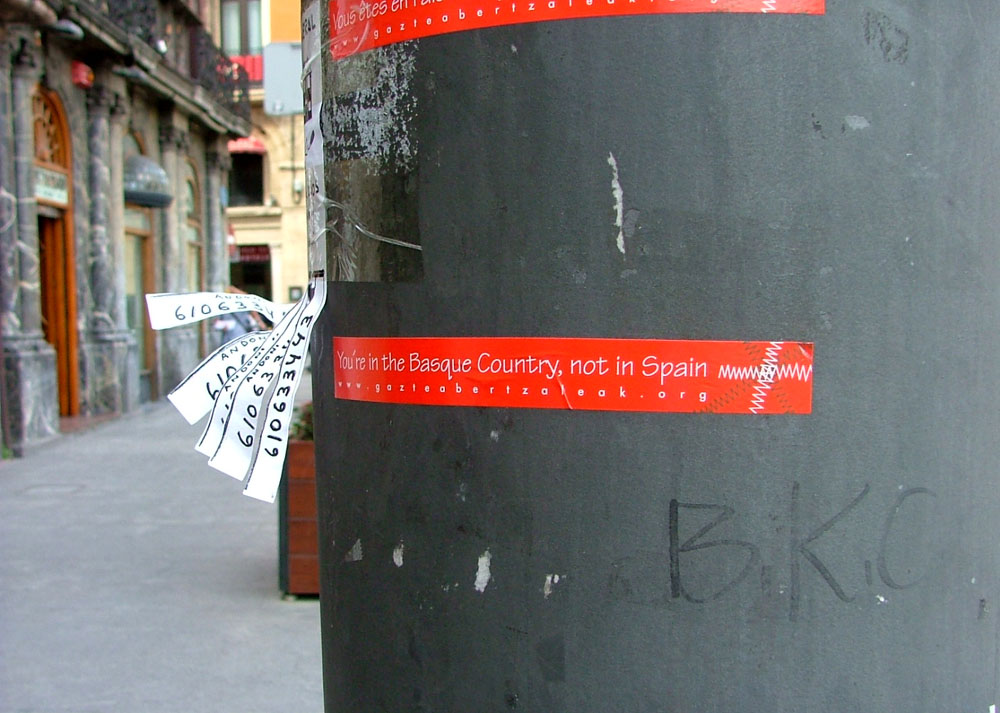
"Siete nei Paesi Baschi, non in Spagna": esempio di nazionalismo basco su un adesivo del Gazte Abertzaleak incollato su un lampione a Bilbao.

- Acción Nacionalista Vasca, partito politico di sinistra
- Aralar, partito politico di sinistra
- Askatasuna, organizzazione di supporto per i militanti dell'ETA in prigione
- Batasuna, partito politico di sinistra, reso illegale in Spagna a causa delle relazioni con l'ETA, oggi sciolto
- Batzarre
- Comunión Nacionalista Vasca, partito politico disciolto
- ELA-STV, unione commerciale
- Enbata
- ETA, organizzazione terroristica separatista, oggi sciolta
- Etxerat, organizzazione di supporto per i militanti baschi in prigione
- Euskadiko Ezkerra, partito politico di sinistra disciolto
- Euskal Ezkerra, partito derivato da Euskadiko Ezkerra.
- Euskal Herria Bildu, coalizione di partiti di sinistra
- Eusko Alkartasuna, partito politico social-democratico
- ESAIT, organizzazione di supporto per le squadre nazionali basche in diversi sport
- Gazte Abertzaleak, gruppo giovanile dell'Eusko Alkartasuna
- Geroa Bai, coalizione tra alcuni partiti nazionalisti baschi in Navarra
- Gestoras pro-Amnistía, sorganizzazione di supporto per i militanti dell'ETA in prigione
- Herria 2000 Eliza, movimento cattolico
- Ikasle Abertzaleak, gruppo studentesco
- Iparretarrak, organizzazione clandestina che opera nei Paesi Baschi francesi
- Irrintzi, organizzazione armata che opera nei Paesi Baschi francesi
- Jagi-Jagi, rivista (scomparsa)
- LAB, unione commerciale di sinistra
- Nafarroa Bai, partito politico della Navarra, coalizione tra alcuni partiti nazionalisti baschi, scioltasi nel 2011
- Partido Nacionalista Vasco, partito politico cristiano-democratico
- Senideak, associazione di parenti di militanti dell'ETA in prigione
- Segi, gruppo giovanile del Batasuna
- Udalbiltza, assemblea di consiglieri municipali
- Zutik, partito politico di sinistra.